# アビータ・ビール

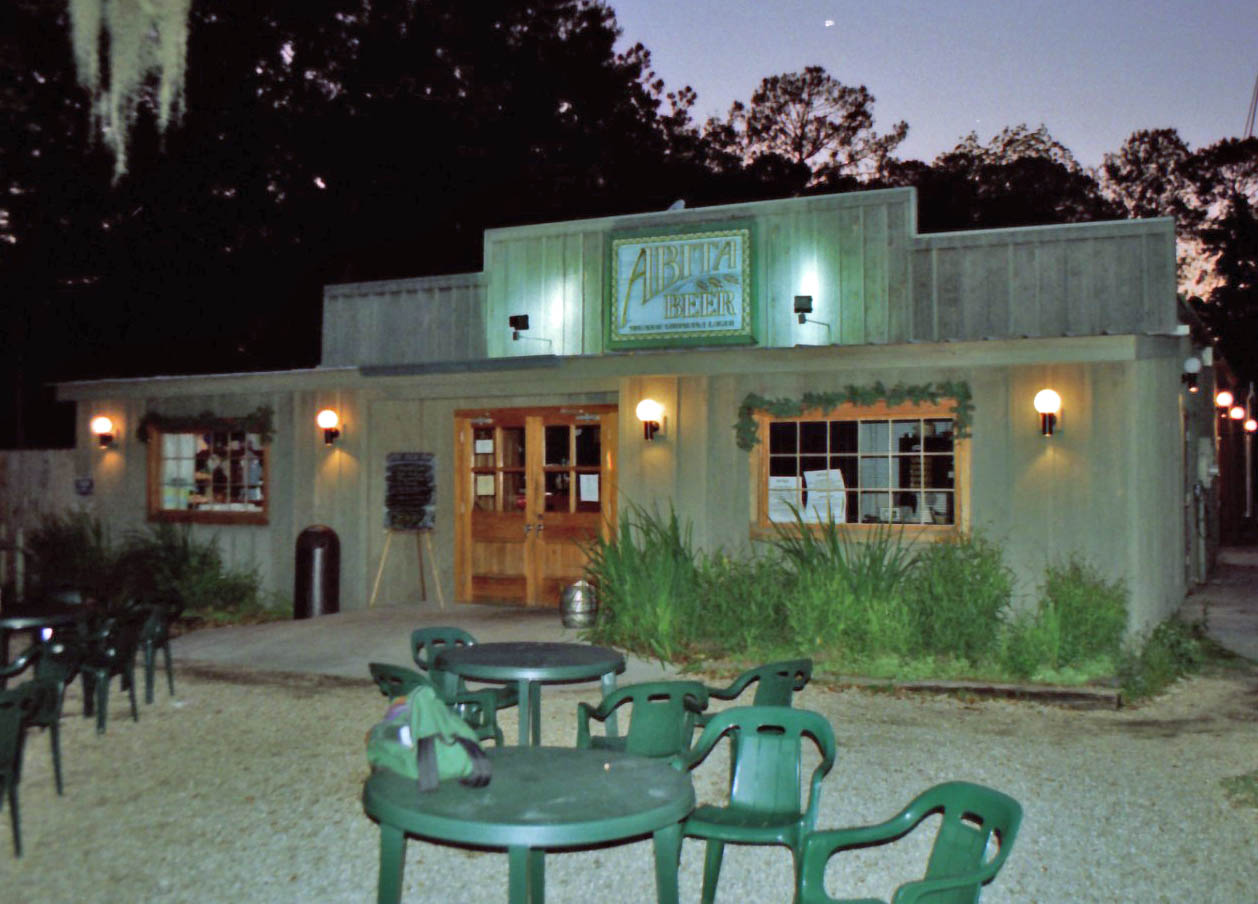
アビータ社直営のビア・パブ
Abita Springs, Louisiana

アビータ・ビール (Abita Beer)は、ルイジアナ州ニューオーリンズ郊外の町、アビータ・スプリングスのアビータ・ブリューイング・カンパニー (Abita Brewing Company)の製造する地ビール名。ビールの種類としては、主力のアビータ・アンバーを始め、ターボドッグ、パープルヘイズなど複数を製造している。ニューオーリンズおよびルイジアナ州内では、地元のビールとして親しまれている。ルイジアナ州以外の地域においても、2007年2月現在、全米30以上の州で取扱店がある。
アビータ・ブリューイング・カンパニーは、ニューオーリンズからポンチャートレイン湖を隔てた北側の町、アビータ・スプリングスに1986年設立。初年度のビールの生産量は1,500樽程度であったが、徐々に拡大し、2007年現在、年間62,000樽のビールと3,000樽のルートビアを製造している。
ニューオーリンズに大きな被害をもたらしたハリケーン・カトリーナの際は、奇跡的に被害を免れた。ニューオーリンズ復興を支援するため、2005年10月、ニューオーリンズのシンボルであるユリの紋章をあしらったチャリティー・ビール「フラ・ダ・リ・レストレーション・エール」(Fleur-de-lis Restoration Ale)を発売した。
アビータ・スプリングスにはビール工場の他、直営のビア・パブがあり、新鮮なビールが飲めるだけでなく、ルイジアナの料理を味わうことができる。このパブの建物は、会社設立当時の工場として使われていた建物である。

## ビールの種類
- アンバー (Amber) 主力製品
- ライト (Light)
- ゴールデン (Golden)
- ターボドッグ (Turbodog)　黒ビール
- パープルヘイズ (Purple Haze)　ラズベリーの香りのする個性的な味
- アンディゲイター (Andygator)

### 季節のビール
- ボック (Bock) ※1〜3月
- レッド・エール (Red Ale) ※3〜6月
- ウィート (Wheat) ※6〜9月
- フォール・フェスト (Fall Fest) ※9〜11月
- クリスマス・エール (Christmas Ale) ※11〜12月

### その他
- ルート・ビア (Root Beer)